# Neri per Caso
I Neri per Caso sono un gruppo musicale a cappella italiano, formatosi a Salerno nel 1991.

## Il nome e le origini
Il nome originale era Crecason, acronimo delle iniziali dei cognomi Crescenzo e Caravano, più il suffisso "son" ispirato dai Jackson 5. Il nome "Neri per Caso" nasce una sera, quando Claudio Mattone assiste ad una loro esibizione in un locale di Roma e vedendoli tutti vestiti di nero, con jeans e maglie nere, chiede loro se si vestissero sempre così. Alla loro risposta "no, è stato un caso", Mattone decide di chiamarli "Neri per Caso". 
Mimì e Gonzalo Caravano sono figli del cantante Jimmy Caravano, che tra gli anni Cinquanta e i Sessanta incise dischi per la Fonit Cetra. I fratelli Ciro e Diego Caravano, arrangiatori del gruppo, sono cugini di Mimì e Gonzalo.

## Storia
Iniziano a cantare nei locali di Salerno per poi ottenere successivamente la fama nazionale con la partecipazione a Sanremo Giovani 1994 con il brano Donne di Zucchero Fornaciari, qualificandosi per la sezione "Nuove Proposte" del Festival di Sanremo 1995; vincono con la canzone Le ragazze, scritta da Mattone ed eseguita a cappella. Il loro primo disco, Le ragazze, che contiene cover di noti brani italiani e due canzoni inedite, ottiene 6 dischi di platino.
È del 1996 il loro secondo disco, Strumenti; qui le voci si integrano con strumenti acustici, elettronici e con percussioni (bicchieri, cucchiaini, foderi di chitarre...), creando atmosfere particolari, diverse ad ogni canzone. Con il brano Mai più sola di Claudio Mattone, il gruppo partecipa di nuovo al Festival di Sanremo giungendo al quinto posto tra i big. Il loro terzo disco ...And So This Is Christmas esce nel 1996 poco prima di Natale; contiene cover di famose canzoni natalizie e Quando canzone da loro interpretata nel lungometraggio animato della Disney Il gobbo di Notre Dame.
Il quarto disco esce a fine novembre 1997, si intitola semplicemente Neri per caso. Nel maggio 2000 è la volta dell'album Angelo blu, prodotto da Paolo e Pietro Micioni per la EMI Italiana; ne viene tratto il singolo Sarà (Heaven Must Be Missing an Angel), cover in italiano di Heaven Must Be Missing an Angel dei Tavares. Il 7 giugno 2002 esce il CD di raccolta dei loro maggiori successi, La raccolta, arricchito dagli inediti Amore psicologico e Tu sei per me. L'anno successivo interpretano il "coro delle statue" nel film La casa dei fantasmi con Eddie Murphy. In occasione dell'uscita della riedizione rimasterizzata e restaurata del cartone Disney Il Libro della Giungla, nel novembre 2007, interpretano a cappella la canzone Siamo tuoi amici, il brano cantato dai quattro avvoltoi.
Il 15 febbraio 2008 esce il loro nuovo album intitolato Angoli diversi, prodotto da Tullio Mattone; per l'occasione undici cantanti italiani (tra cui Mango, Lucio Dalla, Luca Carboni, Samuele Bersani, i Pooh, Claudio Baglioni e Gino Paoli) hanno interpretato con il gruppo una canzone del loro repertorio arrangiata «a cappella». Ad anticipare l'uscita dell'album è il singolo What a Fool Believes realizzato insieme a Mario Biondi. Al Festival di Sanremo 2008, nella serata dedicata ai duetti, affiancano Mietta interpretando a cappella la canzone Baciami adesso.
A marzo del 2009 Angoli diversi vince il premio di "miglior disco a cappella europeo" assegnato dall'associazione americana "CARAS" ("Contemporary A Cappella Recording Awards"). Nello stesso anno cantano con Claudio Baglioni la canzone "Se guardi su" inserita nell'album "Q.P.G.A.". Il 26 ottobre 2010 è la volta di Donne, album di duetti interpretati con cantanti donne, tra le quali Loredana Bertè, Ornella Vanoni, Mietta, nonché Mia Martini in un duetto postumo, e giovani cantanti emergenti come Dolcenera, Giusy Ferreri, Noemi, Alessandra Amoroso e Karima. Il 9 maggio 2014 il gruppo veste i panni di alcuni ultrà del Napoli guidati da Genny 'a carogna (interpretato da Maurizio Crozza), e si esibisce durante lo show Crozza nel Paese delle Meraviglie su LA7.
Nel settembre 2013 Diego Caravano lascia il gruppo, dedicandosi a nuovi progetti creativi (Onda, Coro “Del Risuonare” etc.) ed alla docenza di canto in conservatorio.
Nell'ottobre del 2015 esce il singolo Make Love, che anticipa Neri per Caso 2.0, album pubblicato in occasione dei 20 anni di carriera. Nel 2018 partecipano di nuovo alla serata dei duetti del Festival di Sanremo con Elio e le storie tese nel brano d'addio del gruppo Arrivedorci. Nel 2019 pubblicano "We Love The Beatles", ovvero una raccolta di cover dei Beatles. All'inizio uscì solo in digitale, ma grazie ad un fundraiser alcuni fan riuscirono ad averne una copia fisica. Nel 2021 tornano al Festival di Sanremo, nella serata delle cover, questa volta per affiancare Ghemon in un medley dedicato alle donne dal titolo L'Essere Infinito (L.E.I.). Due anni dopo tornano in tv partecipando al GialappaShow. Il 14 febbraio 2025 ritornano come ospiti alla serata delle cover al Festival di Sanremo affiancando Massimo Ranieri interpretando a cappella Quando.

## Formazione

### Formazione attuale
- Ciro Caravano (dal 1995)
- Gonzalo Caravano (dal 1995)
- Domenico Pablo "Mimì" Caravano (dal 1995)
- Mario Crescenzo (dal 1995)
- Massimo de Divitiis (dal 1995)
- Daniele Blaquier (dal 2015)

### Ex componenti
- Diego Caravano (1995-2013)
- Joe Barbieri (2001-2002)
- Moris Pradella (2014-2015)

## Discografia

### Album in studio
- 1995 – Le ragazze
- 1996 – Strumenti
- 1996 – ...And So This Is Christmas
- 1997 – Neri per caso
- 2000 – Angelo blu
- 2008 – Angoli diversi
- 2008 - ...And So This Is Christmas (New Version)
- 2010 – Donne
- 2016 – Neri per Caso 2.0
- 2019 – We Love the Beatles

### Raccolte
- 2001 – Uno Indonesia
- 2002 – La raccolta
- 2004 – Made In Italy
- 2007 – Solo grandi successi

### Singoli
- 1995 – Donne
- 1995 – Le ragazze
- 1995 – Sentimento pentimento
- 1995 – Quando
- 1996 – Mai più sola
- 1996 – Improvvisando
- 1998 – Quello che vuoi
- 1998 – Sogno
- 1998 – Centro di gravità permanente
- 2000 – Sarà (Heaven Must Be Missing an Angel)
- 2000 – Che cosa sei
- 2002 – Amore psicologico
- 2006 – Christmas 3
- 2008 – What a Fool Believes (feat. Mario Biondi)
- 2008 – Bella d'estate (feat. Mango)
- 2010 – Ain't No Mountain High Enough (feat. Wendy Lewis)
- 2015 – Make Love (sempre con te)

## Duetti
- con Mango: Bella d'estate (in Angoli diversi, 2008)
- con Lucio Dalla: Balla balla ballerino (in Angoli diversi, 2008)
- con Gino Paoli: Senza fine (in Angoli diversi, 2008)
- con Claudio Baglioni: Via (in Angoli diversi, 2008)
- con Raf: Un grande salto (in Angoli diversi, 2008)
- con Luca Carboni: Ci vuole un fisico bestiale (in Angoli diversi, 2008)
- con Samuele Bersani: Il pescatore di asterischi (in Angoli diversi, 2008)
- con Mario Biondi: What a Fool Believes (in Angoli diversi, 2008)
- con Neffa: Prima di andare via (in Angoli diversi, 2008)
- con Alex Britti: 7000 caffè (in Angoli diversi, 2008)
- con i Pooh: Piccola Katy (in Angoli diversi, 2008)
- con Mia Martini: Minuetto (in Donne, 2010)
- con Mietta: Baciami adesso (live al Festival di Sanremo 2008 e in Donne, 2010)
- con Ornella Vanoni: Io che amo solo te (in Donne, 2010)
- con Loredana Bertè: E la luna bussò (in Donne, 2010)
- con Wendy D. Lewis: Ain't No Mountain High Enough (in Donne, 2010)
- con Karima: Street Life (in Donne, 2010)
- con Dolcenera: Il cuore è uno zingaro (in Donne, 2010)
- con Noemi: Come si cambia (in Donne, 2010)
- con Giusy Ferreri: Aria di vita (in Donne, 2010)
- con Alessandra Amoroso: Maniac (in Donne, 2010)
- con Renato Zero: cori nell'album Alt e coristi in Alt in Tour (2016/2017)
- con Elio e le Storie Tese: Arrivedorci (2018)
- con Jovanotti: I love you baby (2022)

## Televisione
- GialappaShow[4] (TV8, dal 2023)